# Kamienica przy ulicy Paulińskiej 22 w Krakowie
Kamienica przy ulicy Paulińskiej 22 – zabytkowa kamienica znajdująca się w Krakowie, w dzielnicy I, na Kazimierzu.
Kamienica została wzniesiona w 1914 roku według projektu architekta Jozue Oberledera. W 1923 roku budynek został nadbudowany o czwarte piętro.
Kamienica została wpisana do gminnej ewidencji zabytków. Znajduje się na obszarze Kazimierza, którego układ urbanistyczny został wpisany 23 marca 1934 do rejestru zabytków.